# Arwed Martini

Arwed Martini

Arwed August Maximilian Martini (* 21. Oktober 1824 in Bautzen; † 7. Januar 1892 in Glauchau) war ein deutscher Politiker.

## Leben und Wirken
Martini studierte an der Universität Leipzig. Dort wurde er im Corps Lusatia aktiv und 1844 recipiert. Von 1851 bis 1889 übte er in der schönburgischen Residenzstadt Glauchau das Amt des Bürgermeisters aus. Als Vertreter des 14. städtischen Wahlkreises gehörte er von 1860 bis 1866 der II. Kammer des Sächsischen Landtags an. 1871 wurde er durch König Johann als eine der sechs von ihm zu bestimmenden Magistratspersonen sächsischer Städte in die I. Landtagskammer ernannt, der er während seiner restlichen Amtszeit als Bürgermeister angehörte.
Für seine Verdienste um die Stadt Glauchau wurde ihm 1889 von dieser die Ehrenbürgerwürde verliehen.